# Léon Deladerrière
Léon Deladerrière (ur. 26 lipca 1927 w Annœullin, zm. 13 marca 2013 w Rixheim) – francuski piłkarz grający na pozycji napastnika. W swojej karierze rozegrał 11 meczów i strzelił 3 gole w reprezentacji Francji.

## Kariera klubowa
Swoją karierę piłkarską Deladerrière rozpoczął w klubie FC Nancy. W 1947 roku awansował do kadry pierwszego zespołu, a w sezonie 1947/1948 zadebiutował w jego barwach w pierwszej lidze francuskiej. Swój największy sukces z Nancy osiągnął w sezonie 1952/1953, gdy awansował z nim do finału Pucharu Francji. W finale Nancy uległo 1:2 zespołowi Lille OSC. W Nancy Deladerrière grał do końca sezonu 1958/1959. Rozegrał w nim 350 meczów i zdobył 105 goli.
W 1959 roku Deladerrière przeszedł do drużyny Toulouse FC. Występował w nim przez cztery sezony, do zakończenia sezonu 1962/1963. Po nim skończył swoją karierę sportową.
| Sezon   | Klub        | Kraj    | Rozgrywki  | Mecze | Bramki |
| ------- | ----------- | ------- | ---------- | ----- | ------ |
| 1947/48 | FC Nancy    | Francja | Division 1 | 8     | 2      |
| 1948/49 | FC Nancy    | Francja | Division 1 | 32    | 5      |
| 1949/50 | FC Nancy    | Francja | Division 1 | 30    | 8      |
| 1950/51 | FC Nancy    | Francja | Division 1 | 31    | 15     |
| 1951/52 | FC Nancy    | Francja | Division 1 | 33    | 17     |
| 1952/53 | FC Nancy    | Francja | Division 1 | 32    | 5      |
| 1953/54 | FC Nancy    | Francja | Division 1 | 33    | 10     |
| 1954/55 | FC Nancy    | Francja | Division 1 | 32    | 7      |
| 1955/56 | FC Nancy    | Francja | Division 1 | 27    | 3      |
| 1956/57 | FC Nancy    | Francja | Division 1 | 31    | 5      |
| 1957/58 | FC Nancy    | Francja | Division 1 | 29    | 7      |
| 1958/59 | FC Nancy    | Francja | Division 1 | 32    | 11     |
| 1959/60 | Toulouse FC | Francja | Division 1 | 28    | 7      |
| 1960/61 | Toulouse FC | Francja | Division 1 | 20    | 2      |
| 1961/62 | Toulouse FC | Francja | Division 1 | 6     | 1      |
| 1962/63 | Toulouse FC | Francja | Division 1 | 4     | 0      |

## Kariera reprezentacyjna
W reprezentacji Francji Deladerrière zadebiutował 20 kwietnia 1952 roku w wygranym 3:0 towarzyskim meczu z Portugalią, rozegranym w Colombes. W swojej karierze grał w eliminacjach do MŚ 1954 i Euro 60. Od 1952 do 1958 roku rozegrał w kadrze narodowej 11 meczów i zdobył 3 gole.